# 北宜公路殉職先靈紀念碑
24°51′57″N 121°46′25″E / 24.865823°N 121.773673°E
北宜公路殉職先靈紀念碑位於臺灣新北市坪林區石嶆里、北宜公路路旁的石牌縣界公園，是紀念碑兼收容遺骨的陰廟。

## 歷史沿革

### 設碑建祠
據協助建廟的明菩山聖道院法師廖郭燦回憶，1971年一位修行者路過北宜公路，想為當初開路殉職的人建廟，因此以三年時間建立祠。1974年建立北宜公路殉職先靈紀念碑與祠，由臺灣省議員陳根塗協助道德幸福雜誌社興建。紀念碑設有一座小神龕，因係追悼祭祀孤魂野鬼，遂成為大家樂及六合彩迷入夜祈求明牌的據點。當時行政院農業委員會林務局、經濟部水利署卻聲明為保護翡翠水庫上游水源，只准立碑，不得建廟。

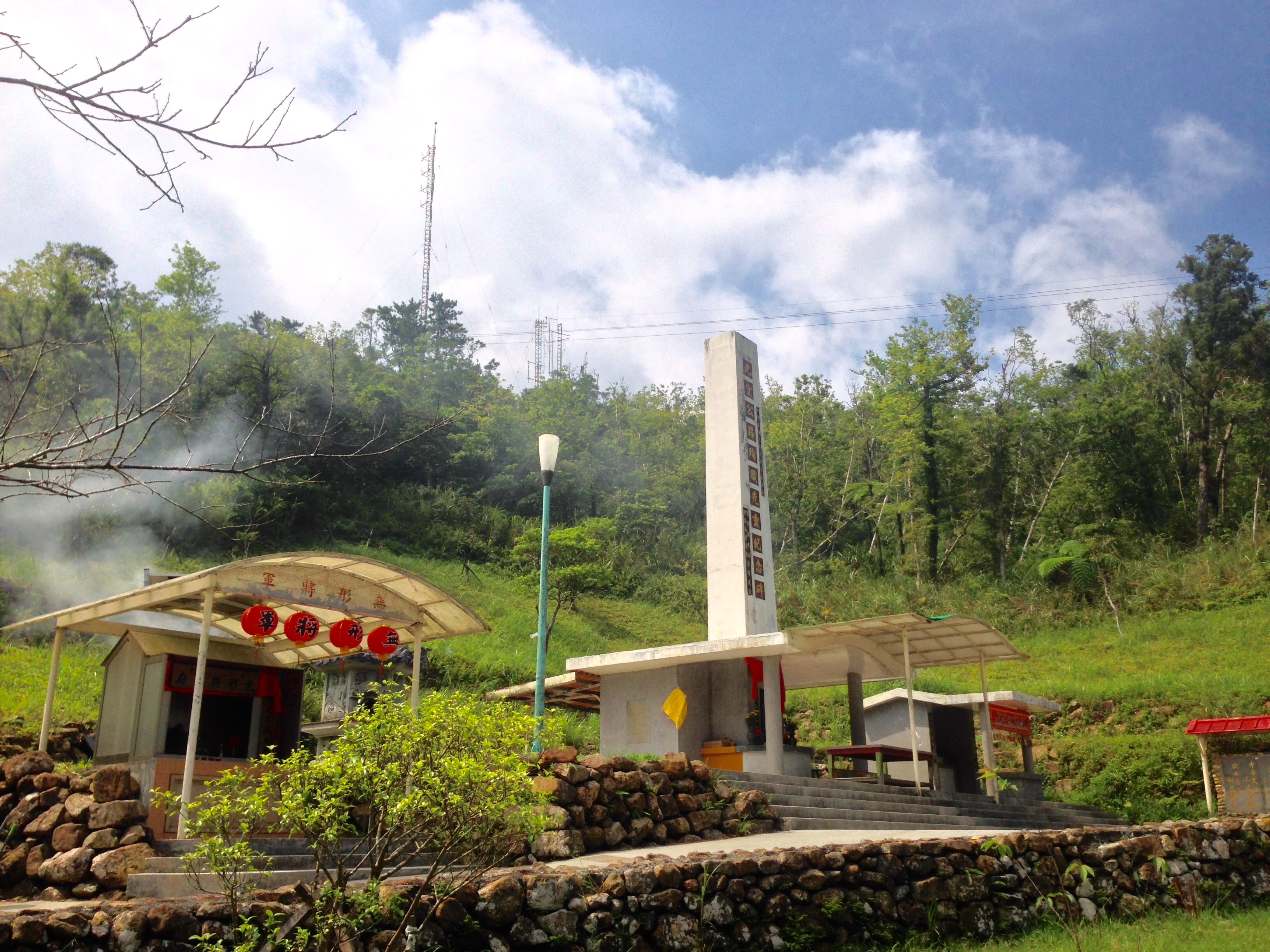
無形將軍府與北宜公路殉職先靈紀念碑、土地公廟。

### 動工擴建
北宜公路因車禍率太高，除了有「死亡公路」之稱外，許多在該路車禍死亡的罹難者家屬常在路邊撒冥紙，供奉亡魂，久而久之北宜公路的過路客也學起撒冥紙的習慣。監察委員許炳南、林榮三有鑑於該路上到處有冥紙散落，決定支持在此地興建銀紙爐與涼亭等，兩人各捐資新台幣廿萬元，監察院院長黃尊秋也捐了二萬元。

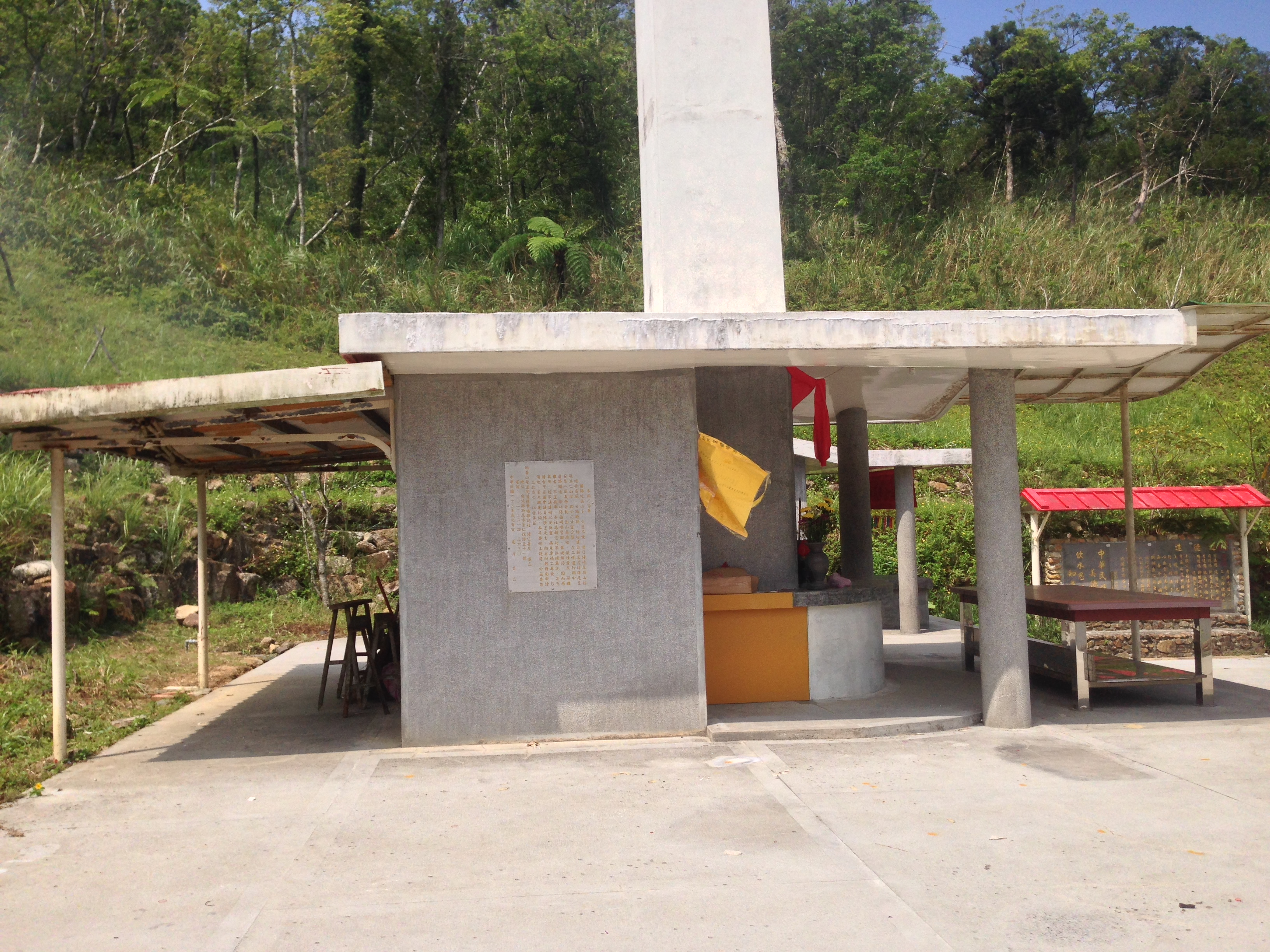
北宜公路殉職先靈紀念碑側面

1987年6月，坪林鄉公所以美化環境、提供往來旅客休憩據點為理由，向林務局文山林區管理處及台北水源特定區管理委員會申請計畫在石嶆村金面觀地段，屬省林務局文山林區事業處第四十一號林班地興建涼亭。該廟是由新店的明聖宮主持李甲寅推動，承包商為王吉松，計畫祭祀土地公、龐將軍、山神及開闢北宜公路的殉職者。有台北縣市、包括宜蘭的廿八座寺廟發動信徒捐款。次年5月，文山林區管理覆函坪林鄉公所同意並簽定租約，雙方言明租期一期六年，每年租金新台幣八百五十二元。

### 面臨拆除

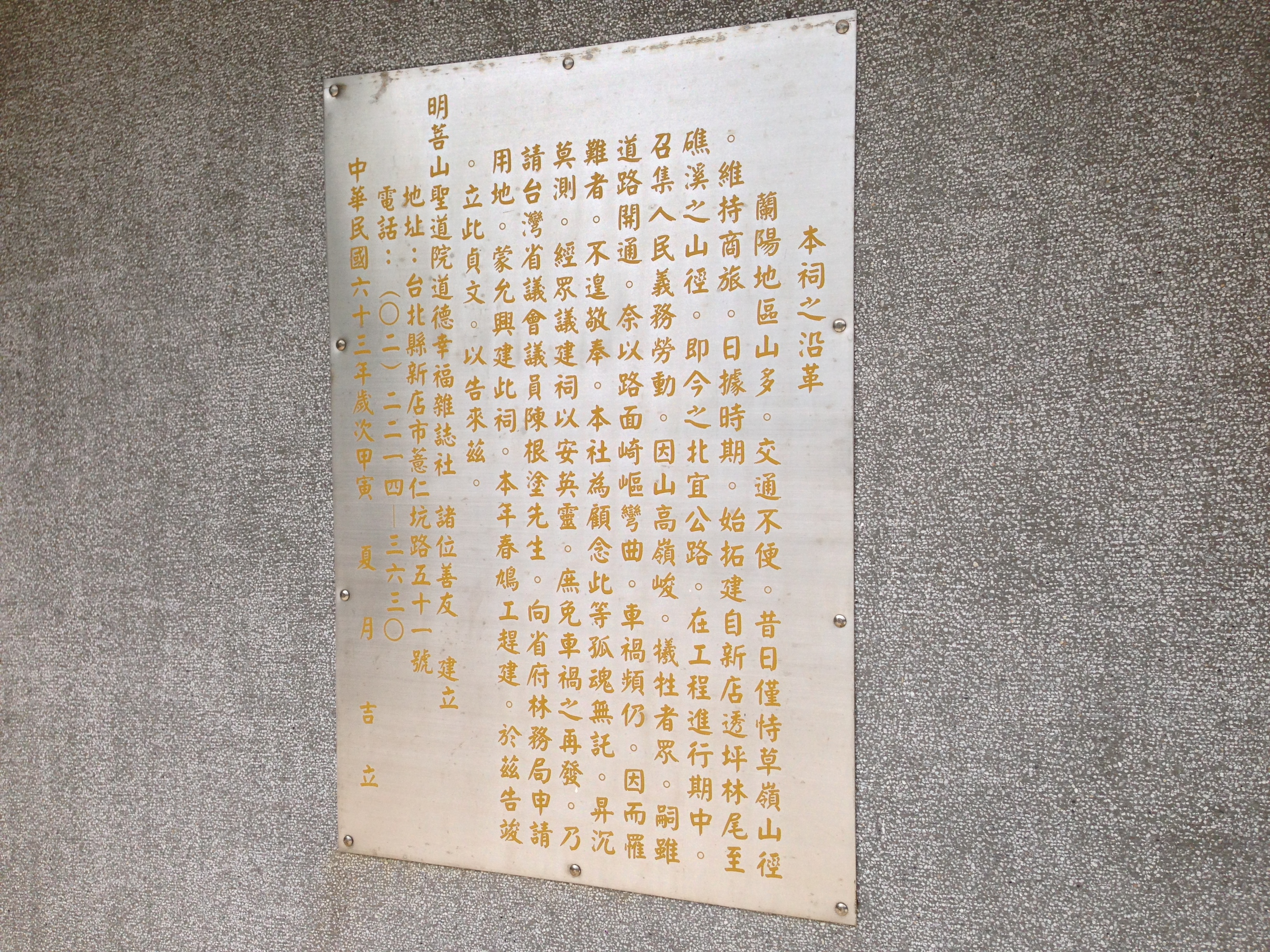
北宜公路殉職先靈紀念碑沿革

1988年3月間，宜蘭縣政府接獲檢舉有人以興建涼亭為名違法在水利地興建廟宇。臺北翡翠水庫管理局接獲宜蘭縣政府轉報，曾在該年3月27日、5月25日及7月29日三度到現場拍照查報，但一直未見權責單位水源管委會表示意見。當年，為了台北市的水源問題，臺北市議會對水源特定區內的違法建築開始重視，一聽說區內有廟宇違建，而且牽涉監委撐腰而無法拆除，部分議員即積極採取行動。
10月21日，臺北市議員陳俊源、藍美津、陳光憲、李定中等議員，對翡翠水庫管理局局長謝毅雄、臺北自來水事業處處長賴騰鏞、水管會執行長楊世宗面前，抨擊水管會的功能不彰，並建議水管會通知坪林鄉公所於一週內自行拆除違建廟宇，否則水管會應強制拆除，同時水管會應將有關失職人員移送法務部調查局偵辦，若不執行則凍結水管會預算。對此，鄉公所回應其實涼亭工程仍未發包，原因是文山林區管理處曾派員到鄉公所追索租金外的地上物砍除費，但被不知名者搶先佔用建廟。同月26日，林務局文山林區管理處長邱垂鴻反駁說鄉公所是承租人，對承租地遭人占用蓋廟早該依法及依約檢舉。
距臺北市議會決議限期兩星期內強制拆除過後的11月9日早上，陳光憲、高熏芳、藍美津、高惠子和李定中等五位臺北市議員到此廟勘查，發現廣場、金爐、水塔、電源，乃至鋁門窗、室內隔間裝潢及大廳神桌等，都已接近完工，因此指責水管會陽奉陰違。後來預定在11月14日拆除，但當日執行的臺北縣政府拆除組以人手不足為由，並未到場拆除，讓水源管理委員會、林務局和臺北縣警察局新店分局一行廿四人，空等一個上午。同月18日，李定中提議罷免監察委員許炳南，有五位臺北市議員簽署，至於台北市委員會主委黃順德公開回應此是小事，呼籲中國國民黨議員不可參與連署。時任臺北縣縣長林豐正則說出「別跟台北市議員一樣不懂事」之語，引起市議員高惠子、陳俊雄、林榮剛、郭石吉、楊明等人在同月29日抗議。

### 獲得保留
賴騰鏞曾表示該違建涼亭只要往宜蘭方向移動幾十公尺，就在水源特定區之外，然後把涼亭或廟宇的廢水排放至水源區外，也就是宜蘭平原，則一切可解決。明聖宮主持李甲寅和參與此事的十幾間寺廟人員研商後，表示決定預定11月24日下午將連同二百多名信徒到台北市議會陳情，表明募款蓋廟完全出於一片善意，將聲援捐款的監察委員許炳南。
該日，數十位來自各地區的明聖宮信徒，在台北市議會發表說拆掉實屬勞民傷財之舉，可留下做超渡大法會比較方便，絕不會淪為六合樂迷祈求明牌之廟，並可讓行駛北宜公路上的駕駛人休憩，而且捐錢建完全出於自動，與監委許炳南無關。經市議員陳政忠協調結論，違建拆除剩餘部分予以保留，並依程序於兩週內辦理變更設計，轉請有關單位在兼顧民眾需要及翡翠水庫用水安全原則下，斟酌實情依法審慎處理。
明菩山聖道院以農曆七月廿一、廿二、廿三日連辦三天法會，祭祀北宜公路的亡靈。在1995年報導時，附近攤販表示前往祭拜的信徒中，除部分是車禍罹難者家屬外，也有不少是時常行駛北宜公路的計程車、大卡車駕駛。國道五號雪山隧道通車後，北宜公路沒落，宜蘭縣府決定整建石牌縣界公園，重塑北宜公路驛站人潮聚集的榮景。因此2007年宜蘭縣政府將公園內的此碑與廟重建，並北移，降低3公尺，僅一個月就完工。

## 周邊設施
- 無形將軍府：此外旁邊還有設有無形將軍府，神像樣貌眉清目秀，戴圓帽，穿黑西裝，民眾多以香菸、檳榔祭祀[20]。乃由台中市北屯區北聖宮根據該廟主神大聖爺指示而特別設置，據聞無形將軍本姓陳，在北宜公路遇難之後，幸得太上老君雲遊至此，而隨之修行，現奉玉旨救世，將在北宜公路上保佑眾信徒行車平安。

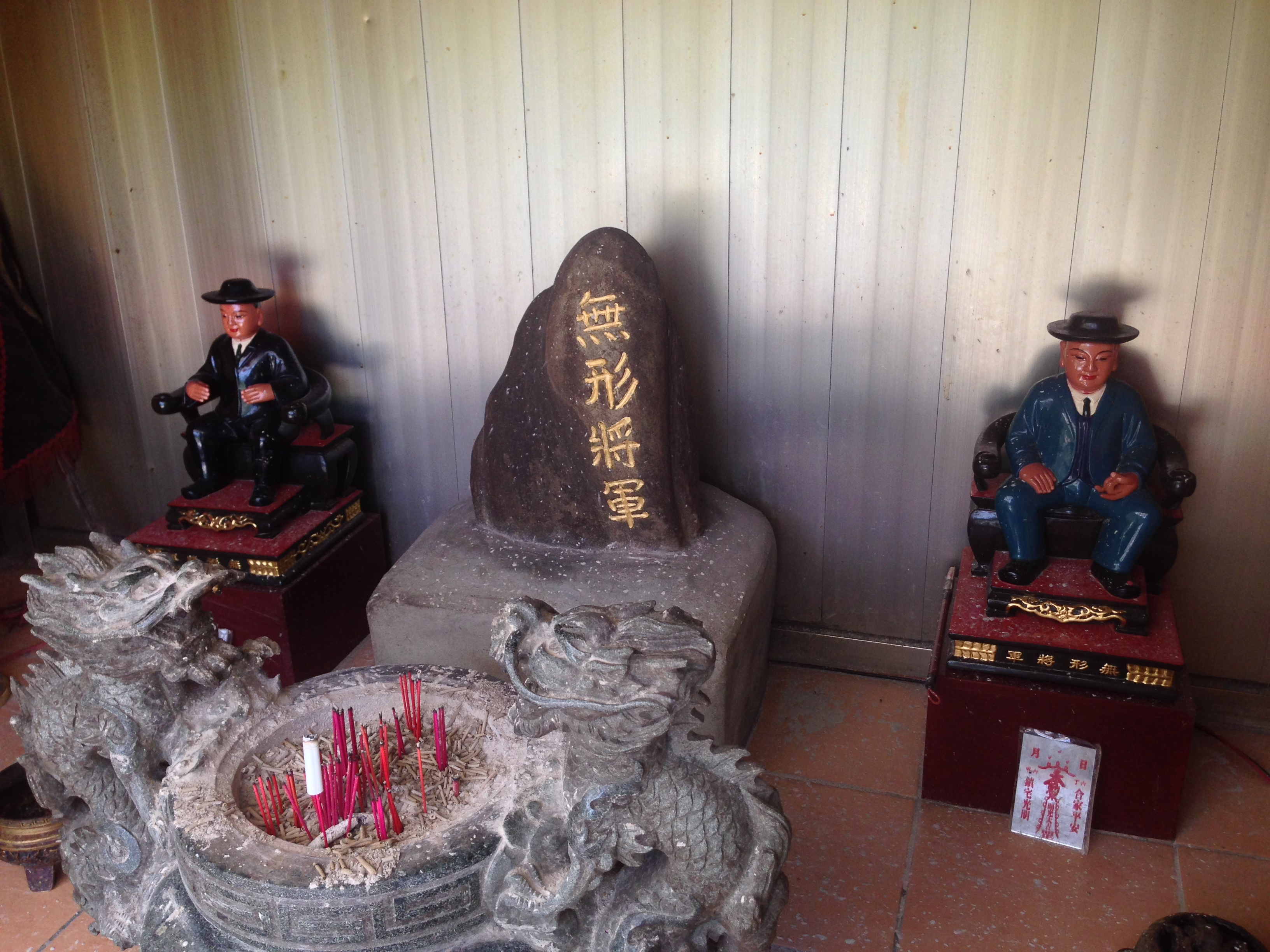
無形將軍神像

- 坪林虎字碑的複製品亦在此公園[21]。